# NGC 3559
NGC 3559 est une galaxie spirale située dans la constellation du Lion. NGC 3559 a été découverte par l'astronome germano-britannique William Herschel en 1784. Cette galaxie a aussi été observée par l'astronome britannique John Herschel le 6 avril 1831 et elle a été inscrite au catalogue NGC sous la désignation NGC 3560.

## Caractéristiques
NGC 3559 présente une large raie HI.
Note : NGC 3560 apparait comme deux étoiles dans l'image obtenue par le logiciel Aladin et il ne figure pas dans la base de données Simbad.

### Distance
Sa vitesse par rapport au fond diffus cosmologique est de 3 601 ± 25 km/s, ce qui correspond à une distance de Hubble de 53,1 ± 3,7 Mpc (∼173 millions d'al).
À ce jour, quatre mesures non basées sur le décalage vers le rouge (redshift) donnent une distance de 41,850 ± 11,508 Mpc (∼136 millions d'al), ce qui est à l'intérieur des valeurs de la distance de Hubble. Notons cependant que c'est avec la valeur moyenne des mesures indépendantes, lorsqu'elles existent, que la base de données NASA/IPAC calcule le diamètre d'une galaxie et qu'en conséquence le diamètre de NGC 3559 pourrait être d'environ 21,6 kpc (∼70 500 al) si on utilisait la distance de Hubble pour le calculer. 

## Masse de NGC 3559
Selon un article publié en 2022, la masse de gaz froid de NGC 3559 est égale à (4,8 ± 0,8) × 109 {\displaystyle M_{\odot }} ce qui représente une fraction égale à 0,47 ± 0,08 de la masse de la galaxie. Ces données permettent de calculer la masse de la galaxie, calcul qui donne une masse de 10,2 x 3,3 x 109 {\displaystyle M_{\odot }}  .

## Supernova
La supernova SN 2009my a été découverte dans NGC 3559 le 24 décembre 2009 dans le cadre du programme LOSS (Lick Observatory Supernova Search) de l'observatoire Lick. Cette supernova était de type II.